# Wizz Air
Now we can all fly

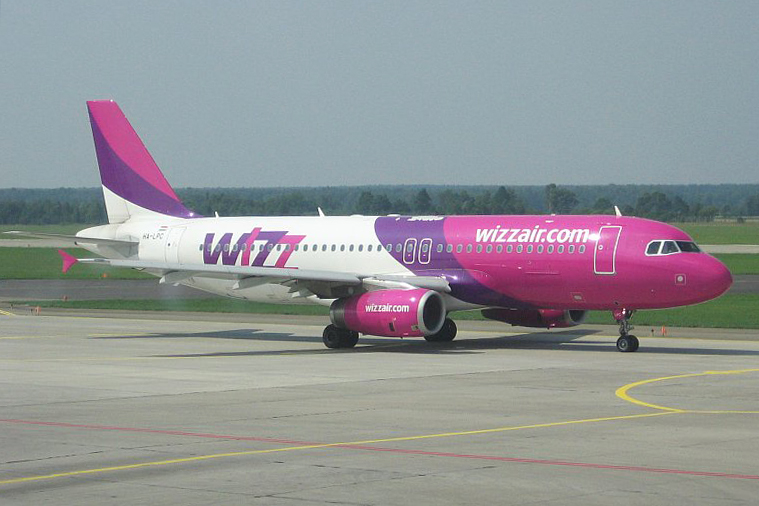
Airbus A320 de Wizz Air sur l'aéroport de Katowice-Pyrzowice

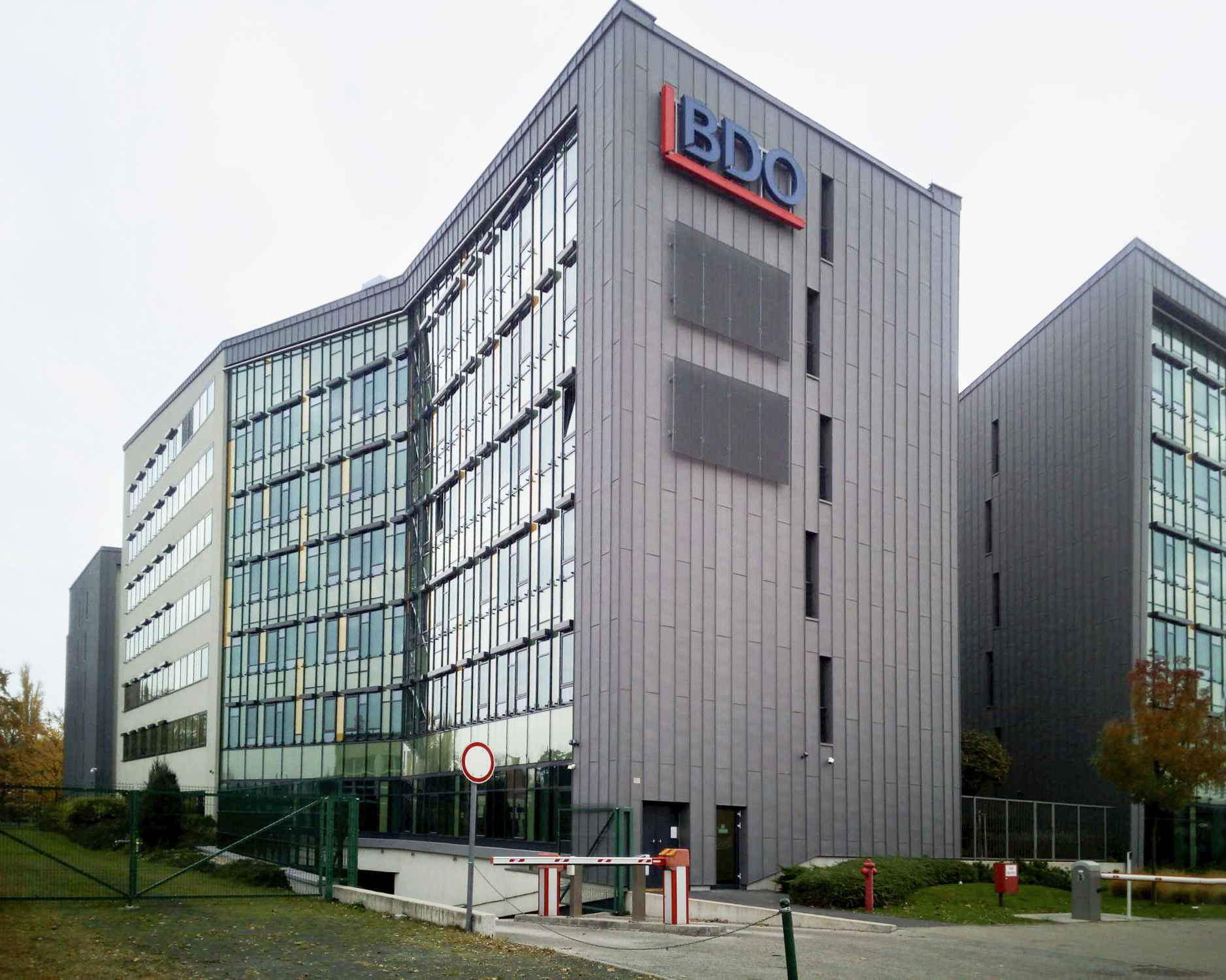
Laurus Offices Building B, le siège social de Wizz Air

Wizz Air est une compagnie aérienne à bas prix hongroise qui dessert 140 destinations à partir de bases situées en Europe centrale, en Europe de l'Est et en Grande-Bretagne.
En 2023, la compagnie a transporté 60,5 millions de passagers, son record, avec une flotte de 182 avions, tous de la famille des Airbus A320. 

## Histoire

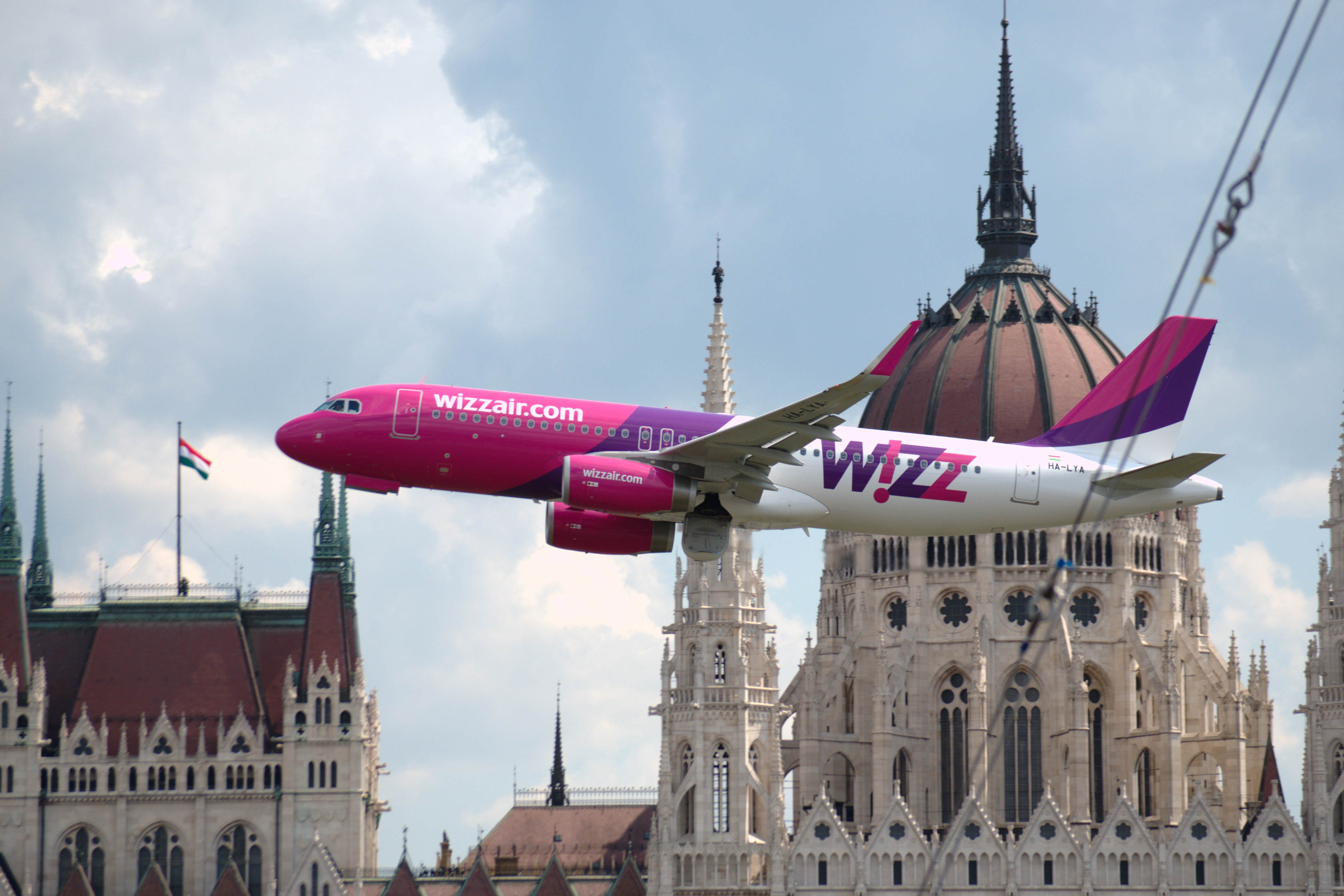
Airbus A320-200 de Wizz Air

La compagnie a été créée en septembre 2003. L'investisseur principal est Indigo Partners, une société américaine spécialiste des investissements dans le secteur des transports. Le vol inaugural a eu lieu le 19 mai 2004 depuis Katowice, 19 jours après l'entrée de la Pologne et de la Hongrie dans l'Union européenne et le marché commun de l'aviation. La compagnie a transporté 250 000 passagers pendant les trois mois et demi suivants sa création, près de 1,4 million de passagers dans sa première année et 9,6 millions en 2010.
Le PDG en est József Váradi, ancien PDG de la compagnie nationale hongroise Malév. Wizz Air Limited a été enregistrée à Londres le 4 septembre 2004. En septembre 2005, elle a créé la compagnie « Wizz Air Bulgaria » et en septembre 2008 naissait « Wizz Air Ukraine ». Les deux filiales ont fusionné avec la maison mère respectivement en 2011 et 2015.
Wizz Air a été élue meilleure compagnie à bas prix en Pologne par les lecteurs de pasazer.com, le plus grand site de voyages en Pologne.
József Váradi, le PDG de Wizz Air,⁰ a gagné le prix Ernst & Young de l'Innovateur Courageux en 2007.
Le 25 février 2015, Wizz Air a commencé ses activités à la Bourse de Londres. La même année, la compagnie revoit son identité visuelle et présente un logo et une livrée revisités.
En novembre 2017, Wizz Air a annoncé son intention de lancer une division britannique appelée Wizz Air UK . La compagnie aérienne est basée à Londres Luton, principalement pour profiter d'un certain nombre de créneaux de décollage et d'atterrissage acquis de Monarch Airlines après l'arrêt des activités de celle-ci en 2017. La compagnie aérienne a demandé avec succès à la CAA un AOC et une licence d'exploitation de type A. La compagnie aérienne a lancé ses opérations en mars 2018 en utilisant des avions immatriculés au Royaume-Uni. Wizz Air UK commencera à prendre en charge les vols vers le Royaume-Uni actuellement opérés par Wizz Air. Wizz Air a déclaré que la compagnie aérienne emploierait jusqu'à 100 personnes d'ici la fin de 2018.
En novembre 2018, Wizz Air a annoncé son intention de relancer sa filiale Wizz Air Ukraine, environ trois ans après sa fermeture. Dans le cadre de ce plan, Wizz Air Ukraine cherchera à terminer sa certification en 2019 à la suite de l'acquisition de vingt Airbus de la famille A320neo. Des bases seront développées à Kiev ainsi que dans d'autres villes du pays. D'ici 2025, la compagnie vise 6 millions de passagers par an.
En juillet 2020, la compagnie aérienne a annoncé qu'elle formerait une coentreprise avec Abu Dhabi Developmental Holding Company afin de créer la filiale Wizz Air Abu Dhabi. En octobre 2020, la compagnie aérienne a annoncé que sa première base scandinave serait ouverte à l'aéroport Gardermoen d'Oslo en novembre 2020: les deux avions basés en Norvège y effectueraient également des vols intérieurs.
À la suite d'un appel d'offres remporté, Wizz Air prévoit d'ouvrir sa 41e base à l'aéroport de Sarajevo en Bosnie-Herzégovine en mai 2021. La compagnie prévoit d'y stationner un Airbus A320 et de lancer neufs routes vers Bâle, Bruxelles Charleroi, Copenhague, Dortmund, Eindhoven, Goteborg, Londres Luton, Memmingen, et Paris Beauvais. 

La compagnie est visée par une plainte pour pratiques commerciales trompeuses de greenwashing en compagnie de 16 autres compagnies par 22 associations européennes de consommateurs en juin 2023. 

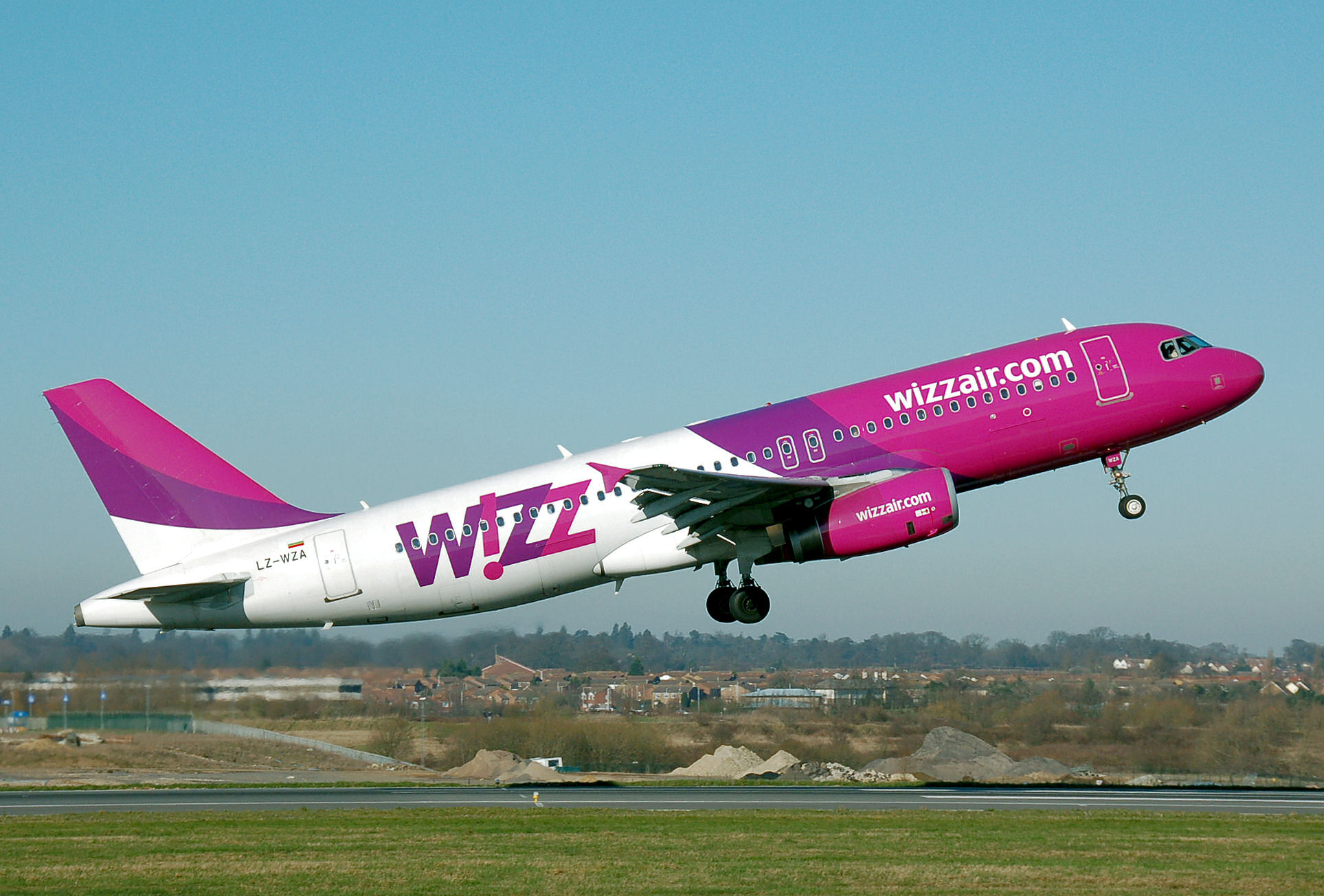
Airbus A320-200 enregistré en Bulgarie et décollant de l'aéroport de Luton en Angleterre

## Flotte

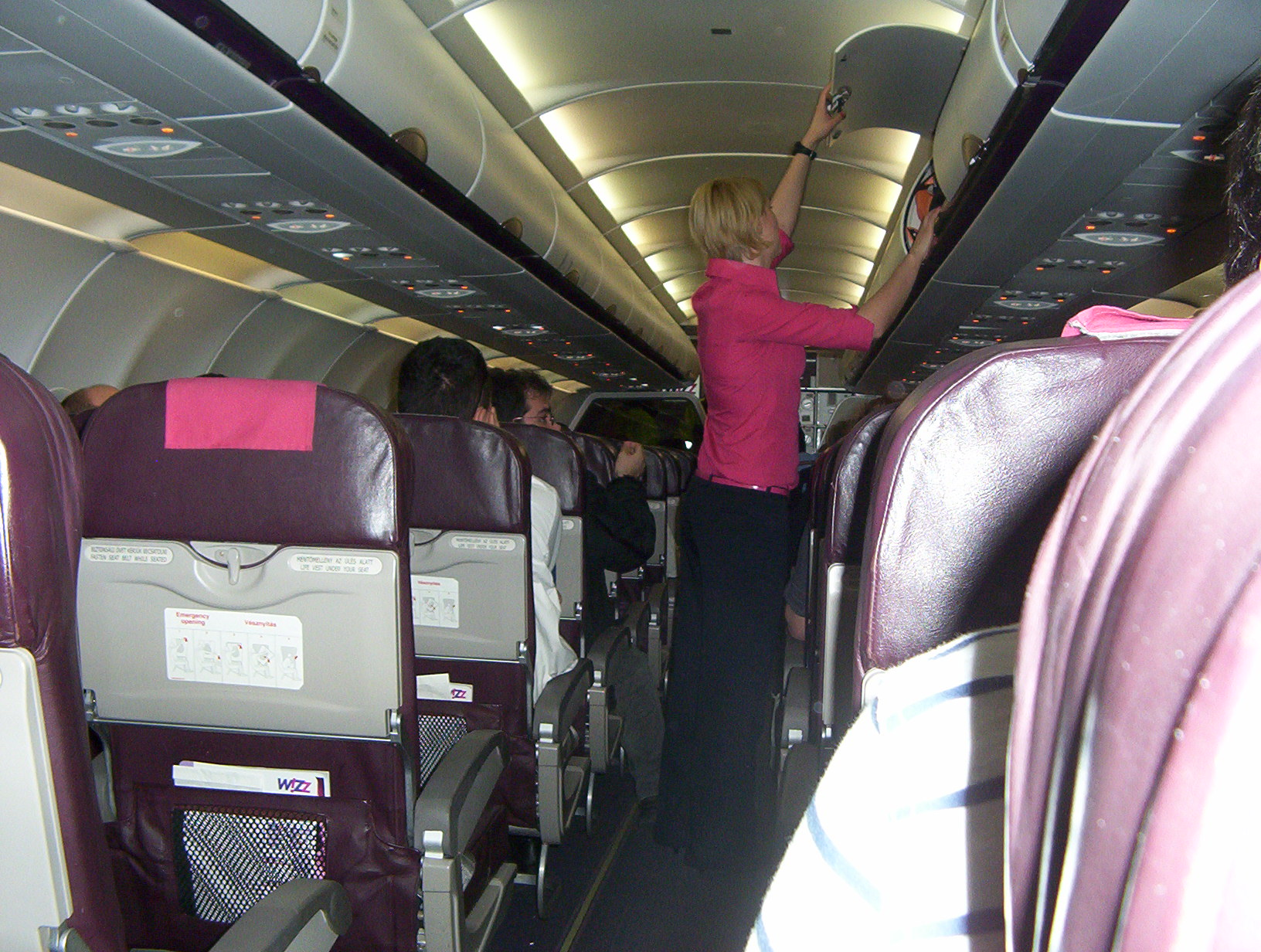
Cabine d'Airbus A320

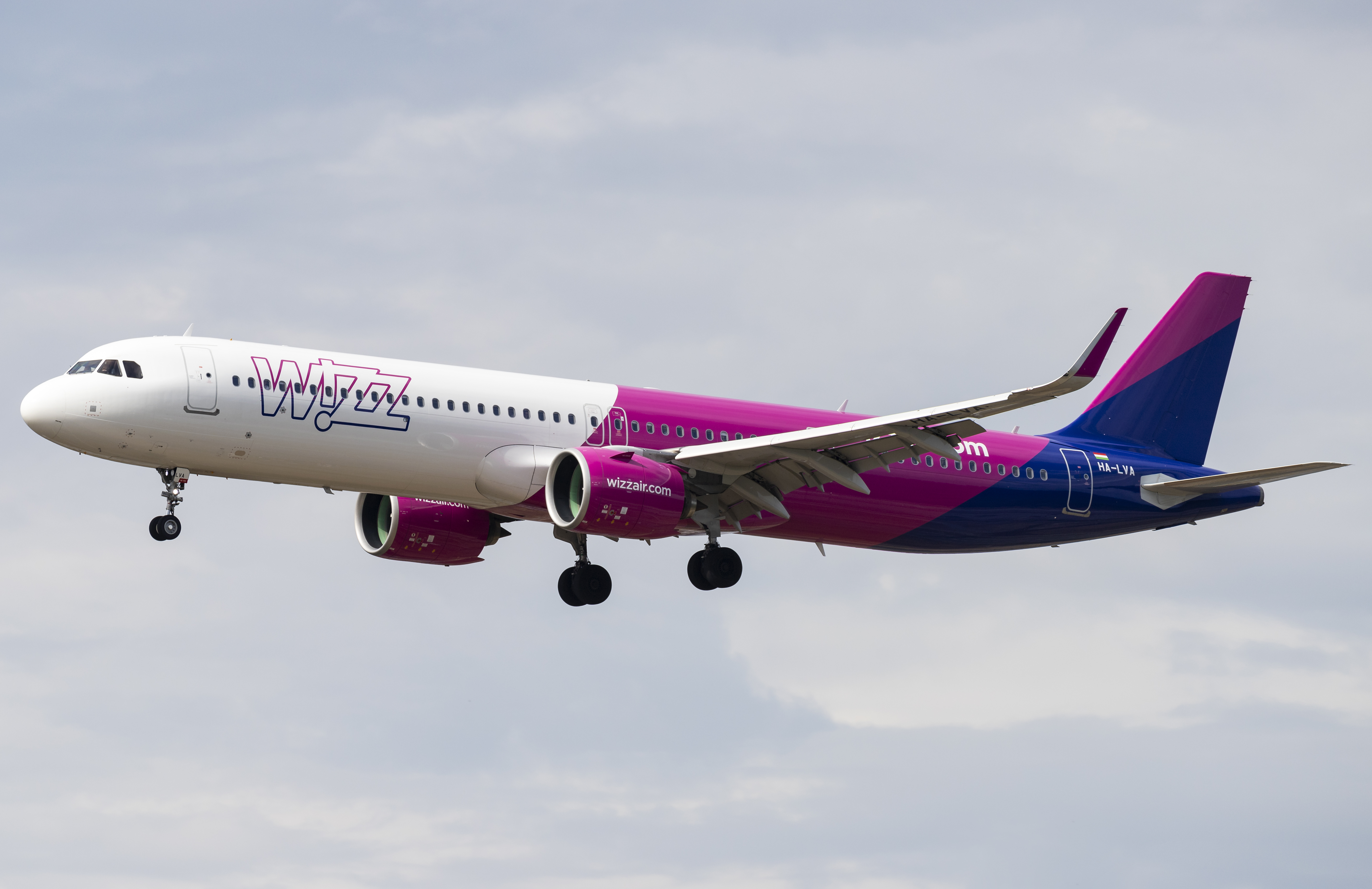
Airbus A321neo de Wizz Air

En mai 2025, les appareils suivants sont en service au sein de la flotte de Wizz Air , :
| Avion           | En service | Commandes | Passagers | Remarques                        |
| --------------- | ---------- | --------- | --------- | -------------------------------- |
| Airbus A320-200 | 72         | —         | 180       | Dont 4 exploités par Wizz Air UK |
| Airbus A320neo  | 2          | 63        | 186       | Livraison dès 2020               |
| Airbus A321-200 | 41         | —         | 230       | Dont 7 exploités par Wizz Air UK |
| Airbus A321neo  | 22         | 164       | 239       | Livraison en cours jusqu'en 2026 |
| Total           | 137        | 227       |           |                                  |

Wizz Air annonce sur son site internet qu'elle projette de posséder 132 appareils en 2017. La flotte est facilement reconnaissable grâce à ses couleurs rose et pourpre. Tous les A320 sont propulsés par des moteurs IAE V2500. La maintenance est assurée par Lufthansa Technik et SAS Technical Services.
Une lettre d'intention signée lors du Salon aéronautique du Bourget, en juin 2015, portant sur 110 Airbus A321neo, est convertie en commandes fermes en septembre 2015.

## Destinations

Destinations de Wizz Air,

## Statistiques[17]
| Année                          | Nombre de passagers (en millions par an) |
| ------------------------------ | ---------------------------------------- |
| 2011                           | 9,8                                      |
| 2012                           | 11,3                                     |
| 2013                           | 12,3                                     |
| 2014                           | 13,9                                     |
| 2015                           | 16,5                                     |
| 2016                           | 20                                       |
| 2017                           | 23,8                                     |
| 2018                           | 29,6                                     |
| 2019                           | 34,6                                     |
| 2020                           | 16,7                                     |
| 2021 (en cours : janvier-aout) | 10,9                                     |

## Filiales

### Wizz Air UK
Wizz Air UK est la division britannique de Wizz Air Hungary. Créée en septembre 2017, elle est basée à l'Aéroport de Londres-Luton. Elle opère depuis et vers ce dernier, et a été créée afin d'assurer le maintien de sa part de marché au Royaume-Uni après le Brexit.
Sa flotte est composée de 11 appareils issus de la maison mère : 4 Airbus A320-200 et 7 Airbus A321-200.

### Wizz Air Abu Dhabi
Wizz Air Abu Dhabi est la division emiratíes de Wizz Air Hungary. Créée en décembre 2019, elle est basée à l'Aéroport international d'Abou Dabi. Elle opère depuis et vers ce dernier, et a été créée afin d'assurer le  maintien de sa part de marché aux Émirats arabes unis.
Sa flotte est composée de 3 appareils issus de la maison mère : 2 Airbus A320neo.

## Identité visuelle
Au cours de son histoire, la compagnie a connu deux identités visuelles différentes. La première a été mise en place depuis la création de Wizz Air en 2003 jusqu'en 2015. Les couleurs principales sont le violet et le rose. Elles sont présentes sur le logo, la livrée, les sièges en cabine. L'identité de la compagnie a évolué en 2015 :

Évolution du logo
logo jusqu'en 2015
logo depuis 2015

Évolution de la livrée
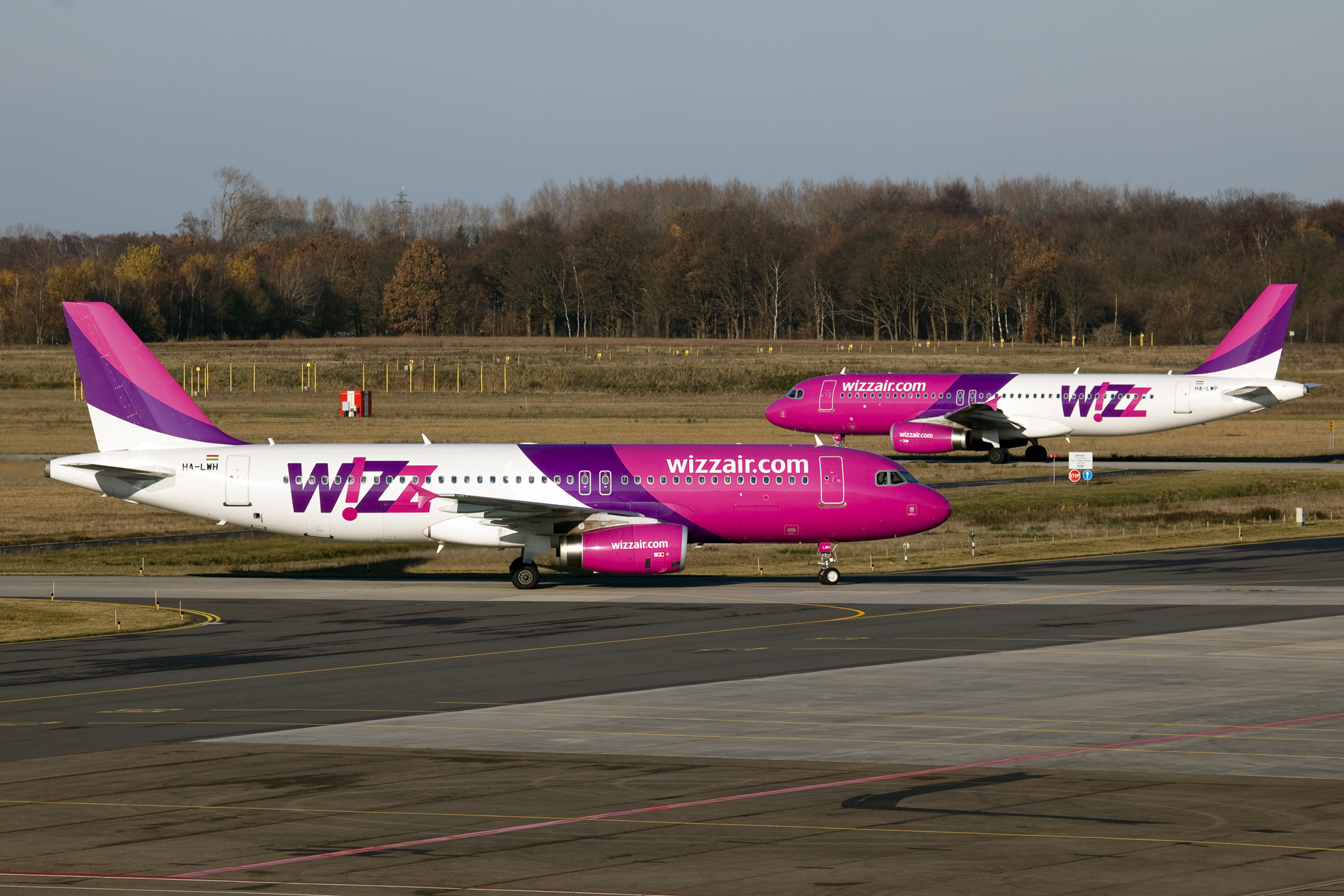
Deux Airbus A320 avec l'ancienne livrée
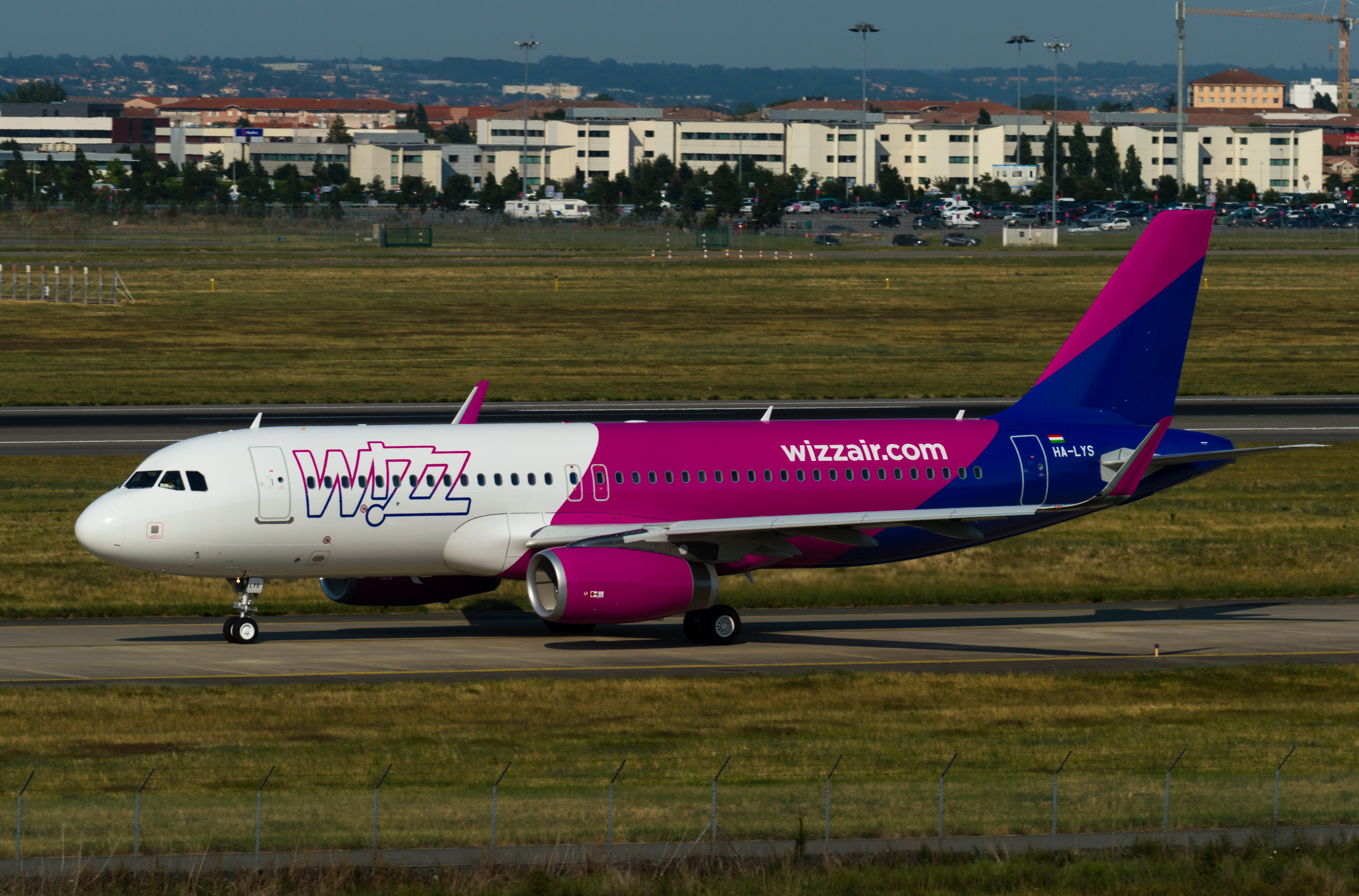
Nouvelle livrée de Wizz Air sur un A320